# Spiritus Mortis
Spiritus Mortis est un groupe finlandais de doom metal, originaire d'Alavus.

## Histoire
Le groupe est formé à la fin de l'été 1987 sous le nom de Rigor Mortis par les frères Teemu (basse, chant) et Jussi Maijala (guitare électrique). Veli-Pekka « V-P » Rapo les rejoints en tant que batteur. Son engagement n'était initialement prévu que temporairement, mais il reste en permanence dans le groupe. Comme il existait un groupe américain homonyme, le groupe se rebaptise Spiritus Mortis.
Les premières démos et les premiers concerts suivent. Vers la fin des années 1990, l'activité du groupe s'arrête presque, les membres devant se consacrer au service militaire, aux études ou à leur travail. Durant cette période, Tomi Murtomäki fait brièvement partie de la formation en tant que chanteur, afin que Teemu Maijala puisse se concentrer exclusivement sur le jeu de basse. Début 2000, Vesa Lampi rejoint le groupe en tant que nouveau chanteur. Le groupe se rend alors en studio pour enregistrer la démo 2000. Comme Vapo était principalement guitariste, il passe à la guitare électrique (tout en jouant occasionnellement du clavier et de la flûte), avant que Veli-Matti Yli-Mäyry ne le rejoigne à la fin de l'année en tant que nouveau batteur. La démo suivante, Forward to the Battle, est sortie début 2001. Au début de l'été, le groupe se voit proposer un contrat d'enregistrement pour la première fois, mais celui-ci n'aboutit pas. À la place, le groupe enregistre en 2002 la démo suivante, Hot Sommer of Love, qui est distribuée à la presse musicale. Toujours sans contrat, Spiritus Mortis entre en studio en janvier 2003 pour enregistrer son premier album. Pendant ce temps, Yli-Mäyry fait savoir qu'il s'agissait du dernier enregistrement avec lui en tant que membre. Après avoir auditionné plusieurs batteurs au printemps, Jarkko « Sepi » Seppälä choisit pour ce poste. Après avoir envoyé quelques enregistrements d'essai à différents labels, le groupe reçoit des offres de deux labels durant l'été 2003. Un contrat d'enregistrement est alors signé avec Rage of Achilles et le premier album éponyme sort en janvier 2004. En octobre de la même année, le label se dissout, laissant Spiritus Mortis sans contrat. La même année, le groupe participe au Doom Shall Rise.
Pour célébrer le 20e anniversaire du groupe, Murtomäki revient temporairement au sein du groupe pour partir en tournée avec lui. Celle-ci est la première longue tournée de l'histoire du groupe. Après la sortie de plusieurs splits, Sami Hynninen est engagé comme nouveau chanteur en janvier 2009. De plus, un contrat d'enregistrement est signé avec Firebox Records, via lequel l'album The God Behind the God sort en mai de la même année. Peu avant, le single sort When the Wind Howled with a Human Voice avec Waiting for the Sun comme face B. La même année, le groupe donne plusieurs concerts en Finlande et dans d'autres régions d'Europe. En 2016, l'album suivant, The Year is One, est enregistré.

## Style musical
Selon Eduardo Rivadavia d'AllMusic, beaucoup disent que Spiritus Mortis est le premier groupe de doom metal finlandais. Le premier album contient à la fois du doom metal lent et du heavy metal traditionnel plus rapide. David Perri écrit dans le livre The Collector's Guide of Heavy Metal Volume 4 : The '00s à propos de l'album qu'il s'agit d'un Chinese Democracy du doom metal, étant donné qu'ils travaillent sur celui-ci pendant 15 ans. La musique est dans le style post-Dio Black Sabbath des années 1980. Le groupe évite cependant de recréer Sabbath Bloody Sabbath, ce qui le rend unique dans le monde du doom metal. Dans le même livre sur Fallen, Martin Popoff fait remarquer que Spiritus Mortis est connu comme le premier groupe de doom metal ou de stoner rock de Finlande. Selon lui, les morceaux sont comparables à ceux de Candlemass, avec un chant excentrique qui se situe entre Messiah Marcolin (ex-Candlemass) et Denis Belanger (Voivod). Lors d'une interview avec Andreas Schiffmann du Rock Hard, Kari Lavila déclare que le groupe aimait intégrer des invités étrangers au genre dans ses chansons. Ainsi, on peut entendre dans The Year is One un claviériste qui se situe plutôt dans le blues et le jazz que dans le doom metal. Schiffmann avait fait la critique de The Year is One dans un numéro précédent. L'album combine le style de base mélancolique du groupe « avec les références obligatoires à la lecture plutôt rock des pères fondateurs Pentagram et les surprenantes génuflexions sur la phase épique de Black Sabbath avec Tony Martin ou Ronnie James Dio ». Même si le contenu de l'album est plutôt conservateur, il parvient à sonner frais.
Dans sa critique du premier album, Detlef Dengler du Metal Hammer écrit que Spiritus Mortis n'est pas un groupe de doom metal typique, qui s'inspire soit de Saint Vitus, Black Sabbath, Pentagram ou Trouble, soit de Candlemass ou Solitude Aeturnus. Le style musical est certes principalement lent, mais de temps en temps, le rythme s'accélère, de sorte que l'on se rapproche presque du power metal. Le chant est puissant et clair. Dans une édition ultérieure, Dengler parle de Fallen estimant que la musique est sans compromis et passionnée. Outre les influences de Black Sabbath, on y retrouve également celles de Trouble, Count Raven et Deep Purple. La musique semble traditionnelle, mais le groupe évite de sonner vieux jeu. Au lieu de cela, le groupe choisit de varier au maximum ses chansons en utilisant différentes influences. Dans un autre numéro, Andreas Schöwe fait la critique de The God Behind the God. Selon lui, la qualité des publications est comparable à celle de Candlemass. Le nouveau chant rappelle celui de Messiah Marcolin. Musicalement, le groupe évolue entre le doom metal, le heavy metal classique et le rock des années 1970. Curved Horizon et la chanson-titre rappelleraient plutôt Saint Vitus et The Obsessed, tandis que Heavy Drinker sonnerait comme la chanson Fairies Wear Boots des débuts de Black Sabbath. Perpetual Motion serait plus rapide, swinguant et plutôt orienté rock, presque dans le heavy metal. The Man of Steel et Death Bride contiendraient des voix qui rappellent celles de Chris Boltendahl.

## Discographie
- 1990 : At the Halls of Death (démo)
- 1994 : Demo '94 (démo)
- 1996 : Demo '96 (démo)
- 1997 : Demo '97 (démo)
- 1997 : Ars Moriendi (démo)
- 2000 : Demo 2000 (démo)
- 2001 : Forward to the Battle (démo)
- 2002 : Hot Summer of Love (démo)
- 2004 : Spiritus Mortis (album, Rage of Achilles)
- 2006 : Fallen (album, Black Lotus Records)
- 2007 : From the Ultima Thule (split avec The Gates of Slumber, Emissary Records)
- 2007 : Knock 'Em Down to Size Part I (split avec Solstice, Reverend Bizarre, Tortured Spirit, Upwards of Endtime et Griftegård, Metal Coven Records)
- 2008 : Burned Alive (split avec Witchtiger, Metal Warning Records)
- 2009 : When the Wind Howled with a Human Voice (single, Firebox Records)
- 2009 : The God Behind the God (album, Firebox Records)
- 2009 : Spiritus Mortis / Fall of the Idols (split avec Fall of the Idols, I Hate Records)
- 2011 : Imperial Anthems No. 6 (split avec Pale Divine, Cyclone Empire)
- 2016 : The Year Is One (album, Svart Records)
- 2022 : The Great Seal  (album, Svart Records)